# نادي بوردينوني
نادي بوردينوني لكرة القدم (بالإيطالية: Pordenone Calcio)‏ هو نادي كرة قدم إيطالي من مدينة بوردينوني يلعب حالياً في الدوري الإيطالي الدرجة الثانية.